# Zhu Renxue
Zhu Renxue, född 6 april 1991, är en friidrottare från Kina. Han deltog vid olympiska sommarspelen 2016.